# Ellenikós Stratós
Ellenikós Stratós (gr. Ελληνικός Στρατός) – wojska lądowe, jeden z rodzajów greckich Sił Zbrojnych.

## Wyposażenie

### W służbie

#### Pojazdy
| Zdjęcie                  | Nazwa             | Państwo           | Liczba            |
| Czołgi podstawowe        | Czołgi podstawowe | Czołgi podstawowe | Czołgi podstawowe |
| ------------------------ | ----------------- | ----------------- | ----------------- |
|                          | Leopard 2A6 HEL   | Niemcy            | [ 1 ]             |
| Bojowe wozy piechoty     |                   |                   |                   |
|                          | BMP-1P            | ZSRR              | 350               |
| Transportery opancerzone |                   |                   |                   |
|                          | M113A2            | Stany Zjednoczone | 460               |
| Systemy przeciwlotnicze  |                   |                   |                   |
|                          | S-300PMU-1        | Rosja             | 2                 |

- Lista nie jest pełna!